# Organizator turystyki
Organizator turystyki – przedsiębiorca organizujący imprezę turystyczną.
Może to być zorganizowany pobyt turystyczny, wycieczka, pielgrzymka, wyjazd na szkolenie lub konferencję.
Organizator turystyki łączy usługi różnych dostawców w celu sprzedaży ich swojemu klientowi. Standardowy pakiet turystyczny może obejmować przelot, przejazd z lotniska do hotelu, pobyt w hotelu, opiekę rezydenta i ubezpieczenie.